# Christiane Felscherinow
Vera Christiane Felscherinow (* 20. Mai 1962 in Hamburg) ist eine deutsche Musikerin und Autorin. Sie wurde Ende der 1970er Jahre durch das Buch Wir Kinder vom Bahnhof Zoo als drogensüchtige Jugendliche Christiane F. bekannt. Durch die große Verbreitung des Buchs und die erfolgreiche Verfilmung wurde sie zur Symbolfigur einer von Drogen geprägten Jugendkultur der 1970er und 1980er Jahre. 2013 veröffentlichte sie ihre Autobiografie Christiane F. – Mein zweites Leben.

## Leben
Christiane Felscherinow ist die Tochter von Ursula und Klaus-Dieter Felscherinow. Sie wuchs in einer Familie auf, die durch die Alkoholkrankheit ihres Vaters geprägt war. Als sie sechs Jahre alt war, zog die Familie nach West-Berlin in ein Hochhaus im Joachim-Gottschalk-Weg in der Neuköllner Gropiusstadt. Auch nach der Scheidung der Eltern besserte sich ihre soziale Situation nur bedingt. Im Alter von zwölf Jahren begann sie, Drogen zu konsumieren. Mit 14 Jahren war sie heroinabhängig und prostituierte sich auf dem Kinderstrich an der Kurfürstenstraße und am Bahnhof Zoo. Ihre Mutter bemerkte erst nach zwei Jahren das Doppelleben ihrer Tochter.
Im Jahr 1978 sagte Felscherinow in einem Prozess als Zeugin aus. Die beiden Stern-Reporter Kai Hermann und Horst Rieck wurden deswegen auf sie aufmerksam und baten sie um ein Gespräch über die Drogenszene. Nach zweimonatiger Recherche entstand daraus das Buch Wir Kinder vom Bahnhof Zoo, das in der Zeit von 1979 bis 1981 insgesamt 95 Wochen auf Platz 1 der Spiegel-Bestsellerliste stand. Durch dieses biographische Werk erfuhr eine breitere Öffentlichkeit erstmals etwas über den Alltag der Drogenszene und den Teufelskreis der Drogensucht. Das Buch wurde 1981 von Uli Edel unter dem Titel Christiane F. – Wir Kinder vom Bahnhof Zoo mit Natja Brunckhorst in der Hauptrolle verfilmt.
In den frühen 1980er Jahren lebte sie in einer Künstler-WG in den alten Redaktionsräumen der St. Pauli-Nachrichten in der Hein-Hoyer-Straße, einer Seitenstraße der Hamburger Reeperbahn, und war als Musikerin und Schauspielerin aktiv, blieb aber kommerziell erfolglos.
Zwischen 1981 und 1983 versuchte Felscherinow mit Unterstützung ihres damaligen Lebensgefährten Alexander Hacke eine Karriere als Sängerin und Filmschauspielerin zu starten, teilweise unter dem Namen „Christiane F.“, teilweise unter dem Künstlernamen „Christiana“. Mit Hacke trat sie als Musikduo unter dem Namen Sentimentale Jugend auf, unter anderem beim Festival Genialer Dilletanten im September 1981 in Berlin. 1982 nahm sie als Solosängerin einige Schallplatten im Stil der Neuen Deutschen Welle auf. Sie spielte auch in den Filmen Neonstadt (1981) und Decoder (1984) mit.
1982 nahm sie an einer Promotiontour für den Film Christiane F. – Wir Kinder vom Bahnhof Zoo durch die USA teil. Dabei offenbarte sie erstmals ihren vollständigen Namen. In der KROQ-Radioshow des Moderators Rodney Bingenheimer hatte sie eine Musikkassette mit dem Lied 99 Luftballons von Nena dabei. Als er das deutschsprachige Lied spielte, löste es eine hohe Nachfrage zahlreicher Hörer aus, woraufhin weitere Radiostationen anfingen, es ebenfalls zu spielen. So kam es in die amerikanischen Charts, bevor Nenas Plattenfirma Columbia Records überhaupt reagieren konnte.
Nachdem sie 1985 mit einer Geldstrafe wegen Verstoßes gegen das Betäubungsmittelgesetz davonkam, wurde sie im Januar 1986 zu einer zehnmonatigen Haftstrafe verurteilt. 1987 ging sie nach Griechenland und lebte dort bis 1993 mit einem Griechen zusammen.
Danach zog sie zurück nach Berlin.
1996 brachte sie einen Sohn zur Welt. Als dieser zwölf Jahre alt war, gab ihm Felscherinow ihr Buch Wir Kinder vom Bahnhof Zoo zum Lesen; es dauerte aber zwei weitere Jahre, bis er aus eigenem Interesse zu dem Buch griff.
2008 nahm das Jugendamt ihren Sohn in Obhut, und sie verlor das Sorgerecht, das sie 2010 zurückbekam.
Sie holte ihn allerdings nicht wieder zu sich zurück. Von Zeit zu Zeit trat Felscherinow mit Presseinterviews an die Öffentlichkeit. Nach einem Aufenthalt in Amsterdam kehrte sie nach Berlin zurück. Mehreren Medienberichten zufolge wurde sie zwischenzeitlich rückfällig.
Am 10. Oktober 2013 erschien ihre Autobiografie Christiane F. – Mein zweites Leben, in der sie bestätigte, in ihrem weiteren Leben immer wieder rückfällig geworden zu sein.
Eine „Fan-Ausgabe“ des Buchs, die zehn Tage früher erworben werden konnte, beinhaltet zusätzliche Zeichnungen, Bilder und Videos.
Aus einem Teil des Erlöses wurde die Christiane-F-Stiftung, gegründet, die Kinder von substanzabhängigen Eltern unterstützen und in der Sache sensibilisieren soll. Die Autobiografie hielt sich fast ein Jahr lang auf der Spiegel-Bestsellerliste.
In Bezug auf ihre finanzielle Situation erklärte Christiane Felscherinow im November 2013 in der n24-Talkshow Deutschland akut:
„Ich bin auf jeden Fall reich in dem Sinne, dass ich mir nicht überlegen muss, wenn ich an der Fleischtheke stehe, ob ich mir heute vielleicht kein Filet leisten kann. Das gibt’s nun nicht. Ich kann ja doch wenigstens noch einkaufen gehen, ohne zu gucken, heute hab ich nur zehn Euro. Die meisten meiner Freundinnen müssen alle so rechnen, ich bin eigentlich die Einzige, die ein bisschen noch über Geld verfügt. Ich habe mein ganzes Geld nur für mein persönliches Leben ausgegeben. Ich besitze kein Haus, ich habe kein Auto. Die Versicherung, der ganze Sprit, das verfress’ ich im Monat beziehungsweise fahr’ ich mal Taxi.“
Im Januar 2014 gab Felscherinow in ihrem Blog ihren vorläufigen Rückzug aus der Öffentlichkeit bekannt. Hauptgrund sei ihr schlechter Gesundheitszustand und ihre Angst, Opfer einer Internet-Kampagne zu werden:
„Ich habe große Angst davor, dass anonyme Kritiker über mich urteilen und mir im Internet einen Prozess machen.“

## Diskografie
- Wunderbar / Der Tod holt mich ein (Single, mit Alexander Hacke von Einstürzende Neubauten, 1982, Posh Boy Records/USA) Song bei youtube
- Gesundheit (EP, 1982, Posh Boy Records/USA)
- CHRISTIANA – Final Church (Maxi-Single, 1982, Supermax Schallplatten/West Germany)
- Süchtig (Song auf dem Supermax Surprise Sampler, 1982, Rip Off Records/Germany)
- Wunderbar – Health Dub (Maxi-Single, 2003, Playhouse Records/Germany)

## Filmografie und Mediendokumentationen
- 1979 - ein Jahr bevor Uli Edels Film in die Kinos kam - hat Jörg Jannings Christiane F. − Wir Kinder vom Bahnhof Zoo für den RIAS Berlin inszeniert. Das dreiteilige Dokumentarhörspiel aus der Berliner Drogenszene wurde neu zusammengestellt aus den Originalbändern der Gespräche mit Christiane F. Dazu gibt es ein Gespräch, das Jörg Jannings, Ex-Leiter der RIAS-Wortproduktion, im Oktober und November 1979 mit Christiane F. führte.[29] Gesamtlänge im Original: 237'50 Minuten.[30][31] Gesendet in den Jahren 1979, 2008[32] und 2021[33].
- Neonstadt (1982), Regie: Gisela Weilemann, Helmer von Lützelburg, Dominik Graf, Johann Schmid, Wolfgang Büld
- Decoder (1984) gedreht im Dezember 1982, Regie: Muscha
- Frauengeschichten - Christiane F. (Dokumentarreihe Radio Bremen 1983) Regie: Katja Aschke[34][9]
- Christiane F. Reportage 142,46 Minuten[35] (Dokumentarfilm Spiegel TV Special 1995)[36][37]
- Die Große Untergangsshow – Festival Genialer Dilletanten – Berlin Tempodrom, 4. September 1981. Vinyl on Demand Friedrichshafen 2005 (Medienkombination, bestehend aus DVD, CD, 2 LP)
- Berlin Super 80. Music & Film Underground West Berlin 1978–1984, feat. music by Malaria, Christiane F., Die Tödliche Doris, Einstürzende Neubauten and others. Concept & Realisation Toni Schifer, Rolf S. Wolkenstein. Monitorpop Entertainment, Berlin 2005. (Medienkombination, bestehend aus DVD, Audio-CD und Buch.)
- Zurück im Drogenmilieu: die Geschichte der Christiane F. (Spiegel TV Magazin, 2008)
- Christiane F. und die Kinder vom Bahnhof Zoo (Dokumentarfilm Spiegel TV 2013)[38][39]
- 2015: B-Movie: Lust & Sound in West-Berlin 1979–1989. Dokumentation mit Mark Reeder, Regie von Jörg A. Hoppe, Klaus Maeck, Heiko Lange und Alexander von Sturmfeder, 92 Minuten
- 2021: Das Berlin der Kinder vom Bahnhof Zoo (Eine Audio-Dokumentation). Hörbuch von Audible und Stern.
- 2021 ARTE France, Christiane F. - Wir Kinder vom Bahnhof Zoo: Lost Generation, Regie: Claire Laborey[40]
- 2022 NDR/Arte, Kino im Rausch, Regie: Silvia Palmigiano / Dokumentation[41]
- RbbKultur - Die Mauerstadt – Wildes West-Berlin · 28.12.2022 · 26 Min. | Heroin: Die Kinder vom Bahnhof Zoo (6/10)[42]

## Veröffentlichungen
- mit Sonja Vukovic: Christiane F. – Mein zweites Leben. Deutscher Levante Verlag, Berlin 2013, ISBN 978-3-943737-12-7.

## Buchverfilmung
- Christiane F. – Wir Kinder vom Bahnhof Zoo (Bundesrepublik Deutschland 1980/81), Regie: Uli Edel, mit Natja Brunckhorst als Christiane F.
- Wir Kinder vom Bahnhof Zoo, achtteilige Serie von Philipp Kadelbach und Sophie von Uslar (2021)[43], mit Jana McKinnon als Christiane F.